# Hjuldampskibet Hekla
Hjuldampskibet Hekla var den hidtil største danske kanonbåd, og blev bygget i England i 1842. Dens kraftige artilleri omfattede blandt andet to bombekanoner.    

## Tekniske data

### Generelt
- Længde: 50,0 m
- Bredde:  8,5 m
- Dybdegående: 3,6 m
- Deplacement: 637 tons
- Fart: 9,0 knob

### Armering
- Artelleri: 2 styk 60 pund bombekanoner, 2 styk 24 pund kanoner og 2 styk 4 pund haubitser.

## Tjeneste
- Deltog i treårskrigen 1848-50. Var krigsudrustet under de internationale kriser i 1854 og 1861, samt under krigen i 1864. I årene 1872-75 anvendt til troppetransport. Udgået 1879.